# Prédikálószék
Prédikálószék är ett berg i Ungern. Det ligger i den nordvästra delen av landet, 28 km norr om huvudstaden Budapest. Toppen på Prédikálószék är 638 meter över havet.
Terrängen runt Prédikálószék är huvudsakligen lite kuperad. Runt Prédikálószék är det ganska tätbefolkat, med 166 invånare per kvadratkilometer. Närmaste större samhälle är Vác, 16,6 km öster om Prédikálószék. I omgivningarna runt Prédikálószék växer i huvudsak lövfällande lövskog.